# Băng hà Đệ Tứ
Băng hà Đệ Tứ và sự ảnh hưởng của nó đến tự nhiên trên Trái Đất:
Diễn ra từ giữa Thế Pleistocen đến cuối Thế Pleistocen.
Khí hậu đặc trưng bởi các thời kì băng hà xảy ra thường xuyên. Trong đó các sông băng lục địa kéo dài tới 4000 km do ở Bắc Mĩ và ở châu Âu nhiệt độ là âm 60 độ, ở châu Á nhiệt độ là âm 50 độ.
Ước tính thời kì này 30% bề mặt Trái Đất bị băng che phủ.
Ngoài ra khu vực băng giá vĩnh cửu  kéo dài từ dải băng hiện nay xuống phía nam vài trăm km